# الرابطة الدولية لمحو الأمية
الرابطة الدولية لمحو الأمية (ILA)، المعروفة سابقًا باسم الرابطة الدولية للقراءة (IRA)، هي منظمة عالمية دولية للدعوة وأعضاء محترفين أُنشأت في عام 1956 لتحسين تعليم القراءة، وتسهيل الحوار حول البحث حول القراءة، وتشجيع عادة القراءة عبر العالم.
المقر الرئيسي للمنظمة في نيوارك، ديلاوير، الولايات المتحدة، وهي شبكة تضم أكثر من 300000 معلم وباحث وخبير في مجال محو الأمية في 128 دولة. رئيس مجلس إدارة ILA الحالي هو كيا براون دودلي.

## مجموعات الاهتمامات الخاصة
- SIG الكندية لمحو الأمية
- أدب الأطفال والقراءة
- محو الأمية والتعلم في الكلية
- الاهتمام بالتأثير في تعليم القراءة (CARE)
- قيادة محو الأمية بالمنطقة (DiLL)
- شراكات ILARI
- نهج الخبرة اللغوية (LESIG)
- تعليم القيادة. & ديف. لمعلمي القراءة (LEADER)
- محو الأمية والمسؤولية الاجتماعية
- تعلم الإتقان
- منظمة معلمي المعلمين في مجال محو الأمية (OTEL)
- أساتذة محو الأمية وتعليم المعلمين (PLTE)
- صعوبات القراءة

## الجوائز والمنح
تقدم ILA عددًا من الجوائز والمنح للمعلمين والباحثين والمؤلفين. 
توفر المنح الفرصة للأعضاء الميدانيين المشهود لهم لاستكشاف مجالات البحث في القراءة ومحو الأمية، تمنح الجوائز تقديرًا للمؤلفين والمدرسين والباحثين وأمناء المكتبات والبرامج المشهورين، وما إلى ذلك، وينظر في الطلبات سنويًا من قبل لجان ومجالس مختلفة، توضح القائمة التالية بعض المنح والجوائز المقدمة على سبيل المثال لا الحصر.
- تقدم ILA برنامج Elva Knight Research Grant سنويًا الذي يوفر الأموال للباحثين المستحقين الذين يركزون على محو الأمية أو تدريس محو الأمية، يمكن للمتقدمين إجراء البحوث بأي شكل من الأشكال، ولكن يجب أن يكونوا أعضاء في ILA يركزون على القراءة/محو الأمية. المنحة بمبلغ 5000 دولار لكل منهما. ينتهي التقديم في منتصف مارس.[6]
- تقدم ILA برنامج Nila Banton Smith Teacher كبرنامج منحة للباحثين، يقدم صندوق بقيمة 5000 دولار لرياض الأطفال حتى معلمي الصف الثاني عشر وأمناء المكتبات ومدربي محو الأمية، ولكن يفضل المعلمين الذين يعملون بشكل مباشر في الفصول الدراسية، تتيح المنحة للمعلمين استكشاف الأبحاث المتعلقة بالقراءة والكتابة أو القراءة والكتابة، ينتهي في منتصف مارس.[7]
- تقدم ILA جائزة الأطروحة المتميزة لتيموثي وسينثيا شاناهان، يفوز المتقدمون بناءً على أبحاث الدكتوراه التي أجروها فيما يتعلق بمحو الأمية و/أو القراءة، تدرس اللجنة منهجية البحث وأهميته ومراجعة الأدبيات والأساس المنطقي لاختيار الفائزين، شارون والبول هو حاليا رئيس اللجنة.
  - الحائزة على جائزة عام 2023 كانت لوري برونر، التي حصلت على درجة الدكتوراه من كلية التربية بجامعة ولاية ميشيغان، تمحور بحثها حول تطبيقات القصص القصيرة الرقمية لمرحلة ما قبل المدرسة، وإدخالها لمفردات جديدة، وتعاونها مع التحسينات الرقمية، ووجدت أن كتب القصص الرقمية توفر ميزة للأطفال لتعلم المزيد من المفردات.[8]
- تقدم ILA جائزة جيري جونز للمعلم المتميز في القراءة لأستاذ التعليم العالي الذي يتجاوز التدريس المتوسط لتزويد الطلاب بتعليم علمي تقدمي في معرفة القراءة والكتابة والقراءة، بينما يعمل كمرشد للطلاب، الجائزة هي 1000 دولار.
  - الحائزة على جائزة عام 2022 كانت تونيا رايت، أستاذة مشاركة في اللغة ومحو الأمية في جامعة ولاية ميشيغان، . نُشر رايت عدة مرات وهي أيضًا قائدة مشروع SOLID Start، الذي يرمز إلى العلوم واللغة الشفهية وتنمية القراءة والكتابة، منذ بداية المدرسة، وكانت عضوًا في لجنة أطروحة لوري برونر، الحائزة على جائزة الأطروحة المتميزة لتيموثي وسينثيا شاناهان.[9]
- ابتداءً من عام 1975، قدمت رابطة الأدب الدولي جائزة أدب الأطفال، والتي أصبحت فيما بعد جائزة سنوية تُعرف باسم جوائز كتب الأطفال والشباب، يُقدم للكتاب المنشور الأول أو الثاني للمؤلفين والذي يُظهر الإمكانات في وقت مبكر من حياتهم المهنية. استمر العديد من الفائزين في الحصول على جوائز بارزة أخرى مثل وسام نيوبري، وسام سيبرت، وجائزة أوربيس بيكتوس، وجائزة كوريتا سكوت كينج، وميدالية كارنيجي، وما إلى ذلك، تشمل الجائزة ست فئات: الخيال الأولي، والواقعي الأساسي، والخيال المتوسط، والقصص الواقعية المتوسطة، وروايات الشباب، والروايات الواقعية للشباب. تختار لجنة مكونة من 15 أستاذًا ومعلمًا ومتخصصًا وأشخاصًا ذوي خبرة في هذا المجال لاختيار فائز واحد وتكريم واحد في كل فئة كل عام، يمكن للمؤلفين من أي بلد التقدم للحصول على الجائزة، ولكن يجب نشر أعمالهم باللغة الإنجليزية في السنة التقويمية.
  - ومن بين الفائزين البارزين بالجائزة لورانس يب، ونانسي بوند، وكريستوفر بول كيرتس، وكارين هيس، وسي مونتغمري، وباتريشيا بولاكو، وفيليب بولمان، ورينبو رويل، وريبيكا ستيد، وفينس فوتر، وفيرجينيا إيوير وولف.[10]
  - من بين الفائزين بجوائز عام 2023 يونغ فو عن فيلم " Gibberish "، وشيلين ماكدانيال عن فيلم "Hello Opportunity: The Story of Our Friend on Mars"، وسارة غيلوري عن فيلم "لا يوجد مكان أفضل من هنا"، وباربرا بينز عن فيلم "أوامر غير قانونية: صورة شخصية للدكتور جيمس بي ويليامز، وتوسكيجي إيرمان"، الجراح والناشط أندريا إل. روجرز من أجل Man Made Monsters، وجيتا غريس مارتن، وجوشوا بلوم، ووالدو إي. مارتن جونيور من أجل الحرية! قصة حزب الفهد الأسود.[11]

## الانتماءات
أعتُرف بـ ILA من قبل منظمة الأمم المتحدة للتربية والعلم والثقافة (اليونسكو) منذ عام 1978؛ أُعيد تصنيف ILA للحصول على المركز الاستشاري لدى اليونسكو في عام 1996 وما زالت تحتفظ بهذا الوضع.